# Tirumala limniace
Espèce
Tirumala limniace est un insecte lépidoptère  de la famille des  Nymphalidae, de la sous-famille des Danainae et du genre Tirumala.

## Dénomination
Tirumala limniace a été nommée par Pieter Cramer en 1758.
Synonymes : Papilio limniace (Cramer, 1775), Danaus limniace .

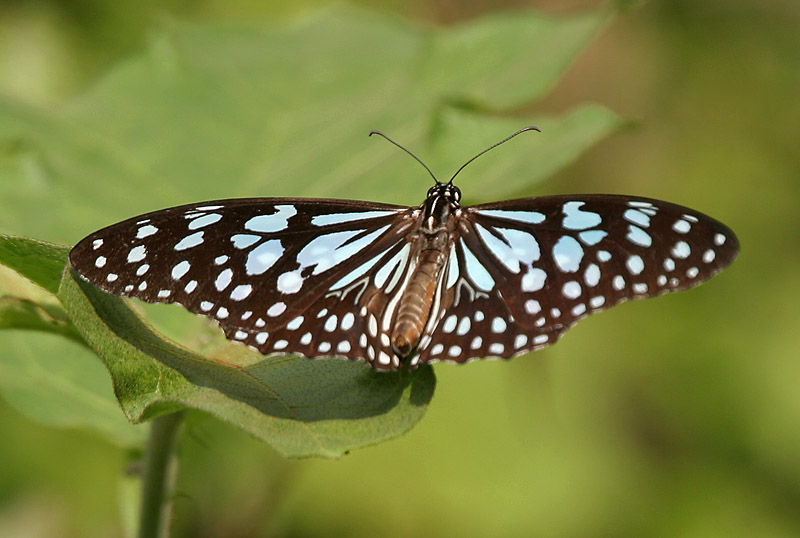
Tirumala limniace

### Noms vernaculaires
Tirumala limniace  se nomme en anglais Blue Tiger.

### Sous-espèces

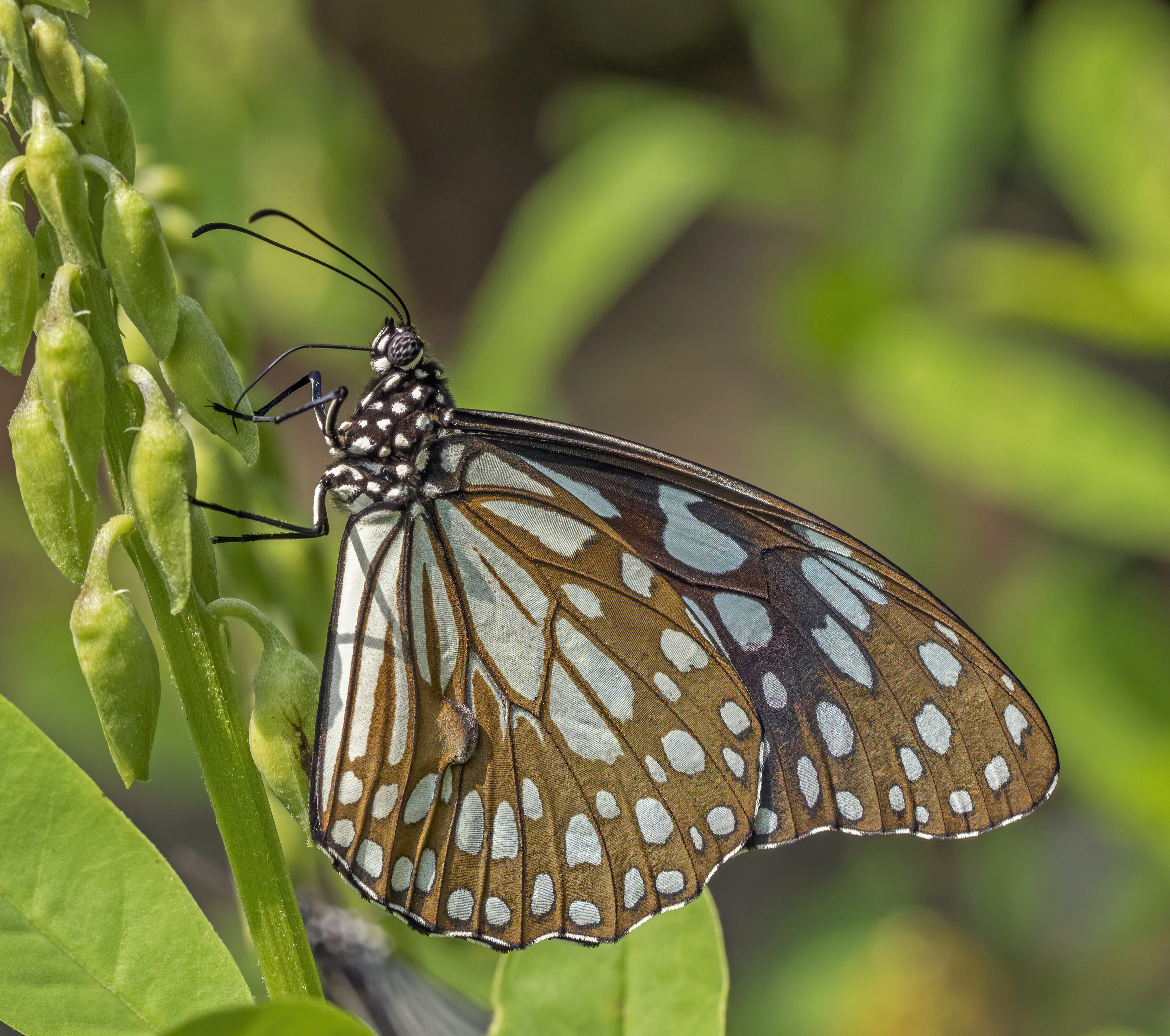
Tirumala limniace exoticus, mâle, à Kumarakom (Inde).

- Tirumala limniace limniace présent en Indochine, dans le sud de la Chine et à Taïwan.
- Tirumala limniace  bentenga (Martin, 1910) présent à Selayar
- Tirumala limniace conjuncta (Moore, 1883) présent à Java et à Bali.
- Tirumala limniace exotic (Gmelin, 1790) présent au Sri Lanka, en Thaïlande, au Vietnam, au Laos et en Malaisie.
- Tirumala limniace leopardus (Butler, 1866) présent en Inde et à Ceylan.
- Tirumala limniace makassara (Martin, 1910) présent à Célèbes.
- Tirumala limniace orestilla (Fruhstorfer, 1910) présent aux Philippines.
- Tirumala limniace vaneeckeni (Bryk, 1937) présent à Wetar et à Timor[1].

## Description
C'est un très grand papillon marron ornementé de taches blanches à bleutées. Le verso est identique.
Son vol est lent avec des vols planés.

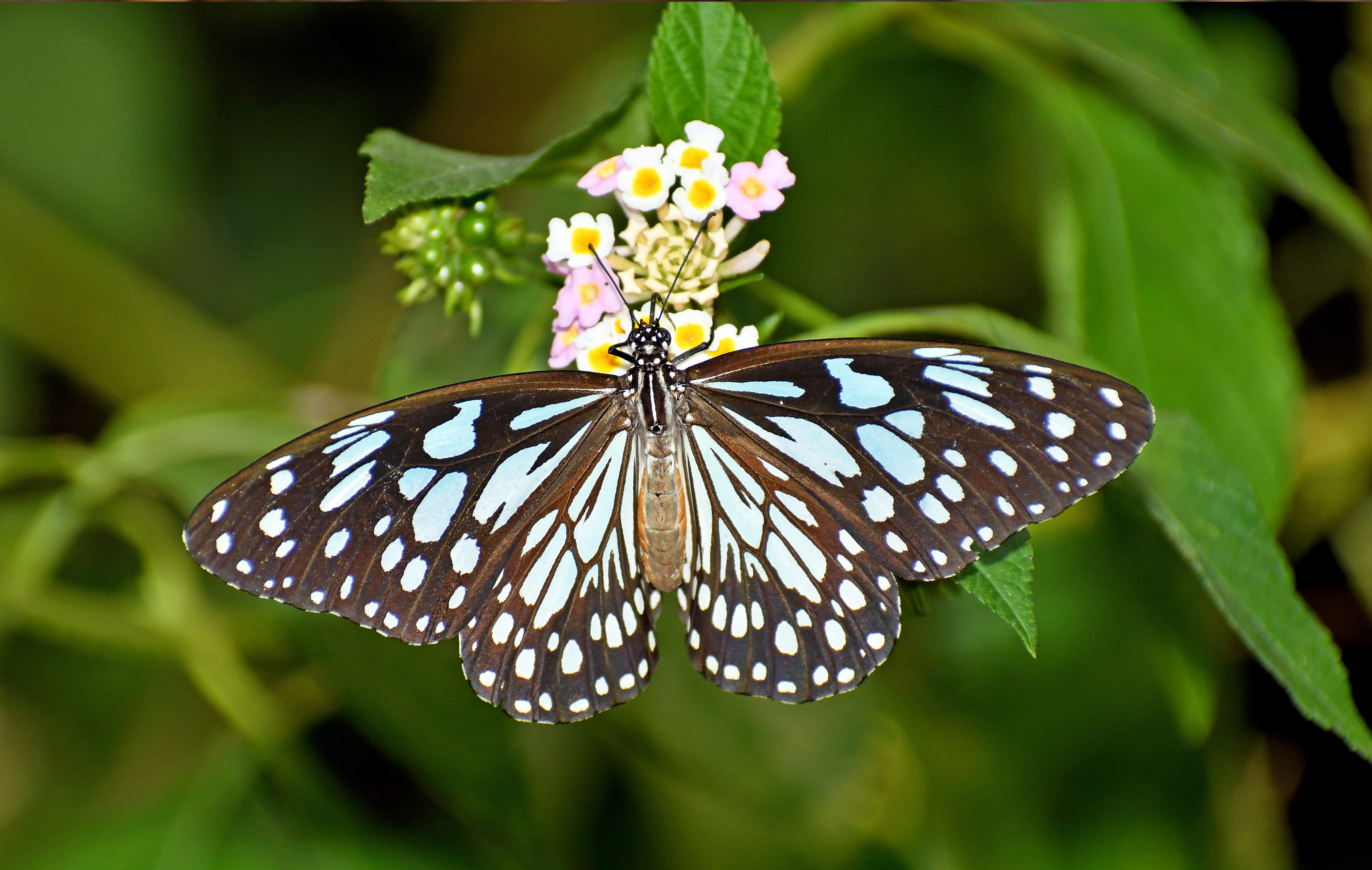
Tirumala limniace
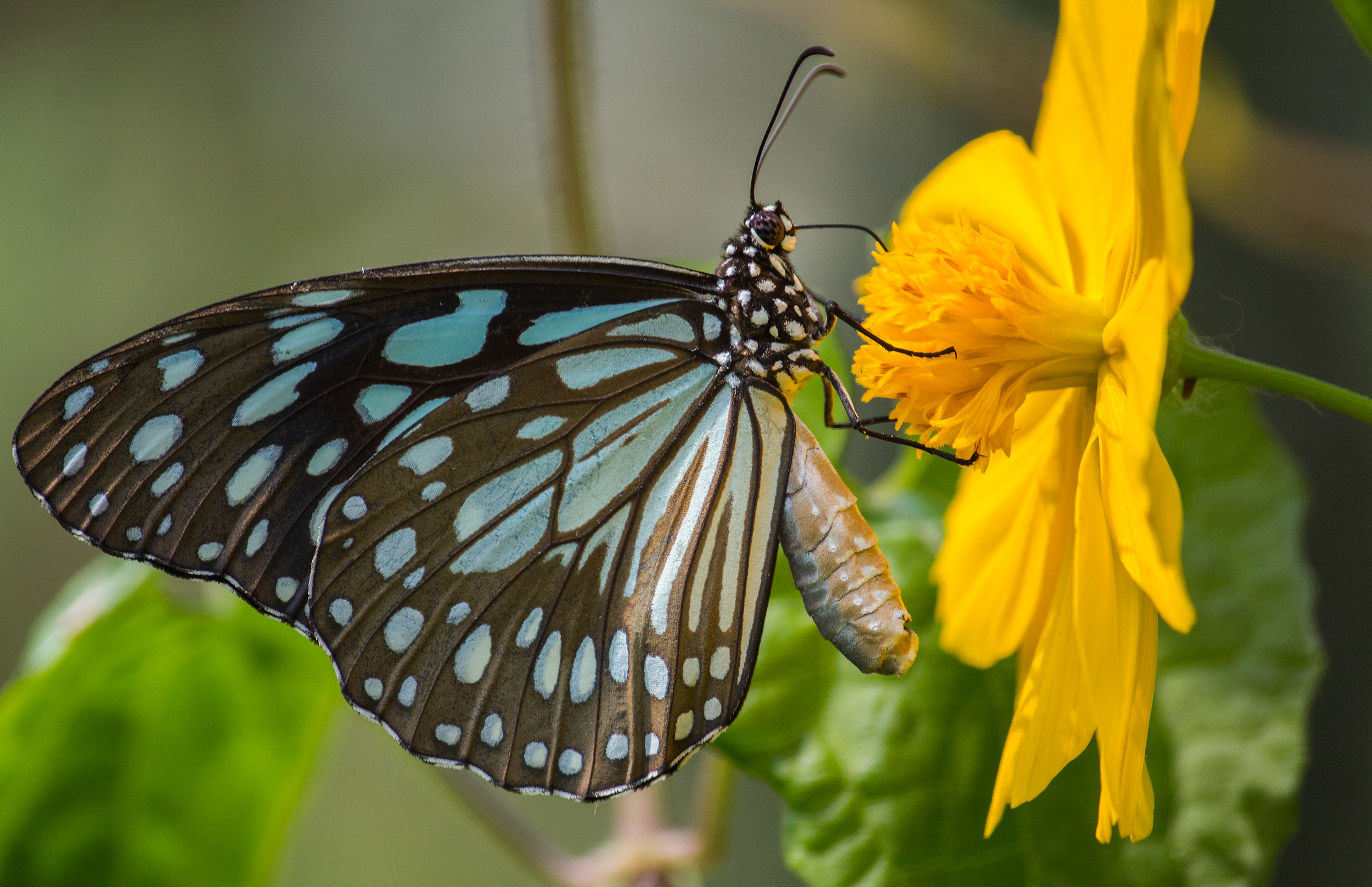
revers des ailes

### Chenille
La chenille est verte annelée avec de fines lignes noires sur chaque segment. Elle possède des cornes

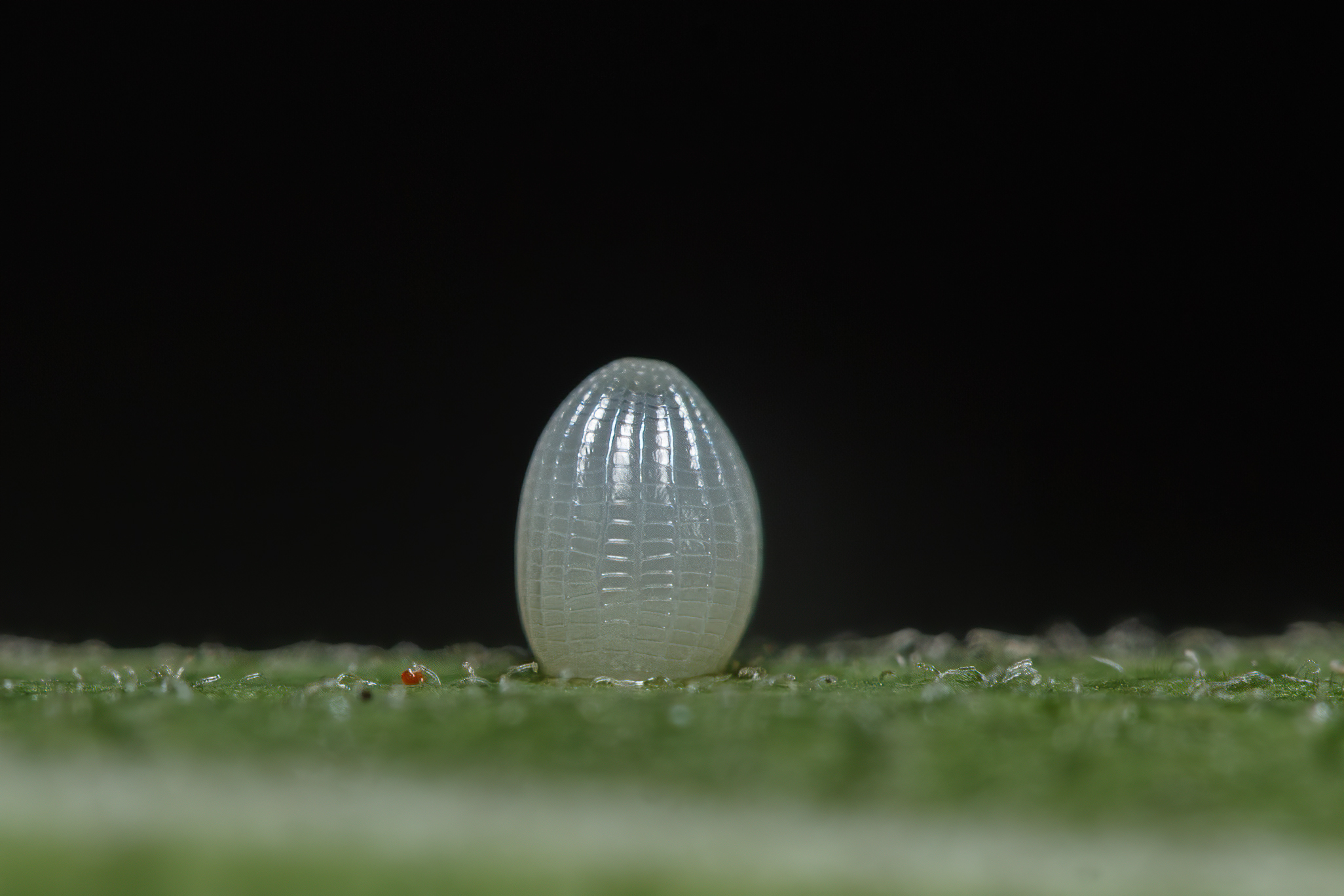
œuf
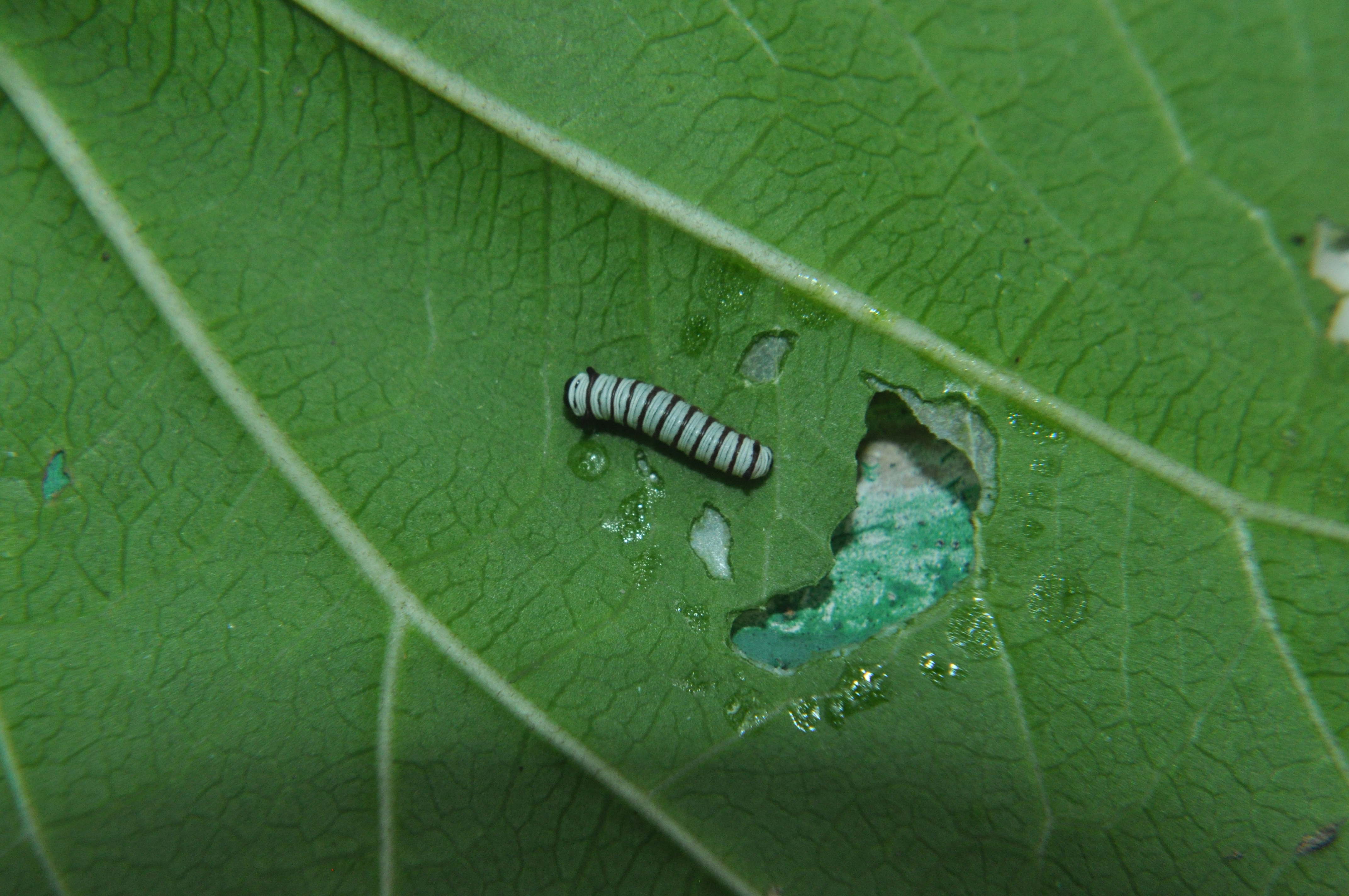
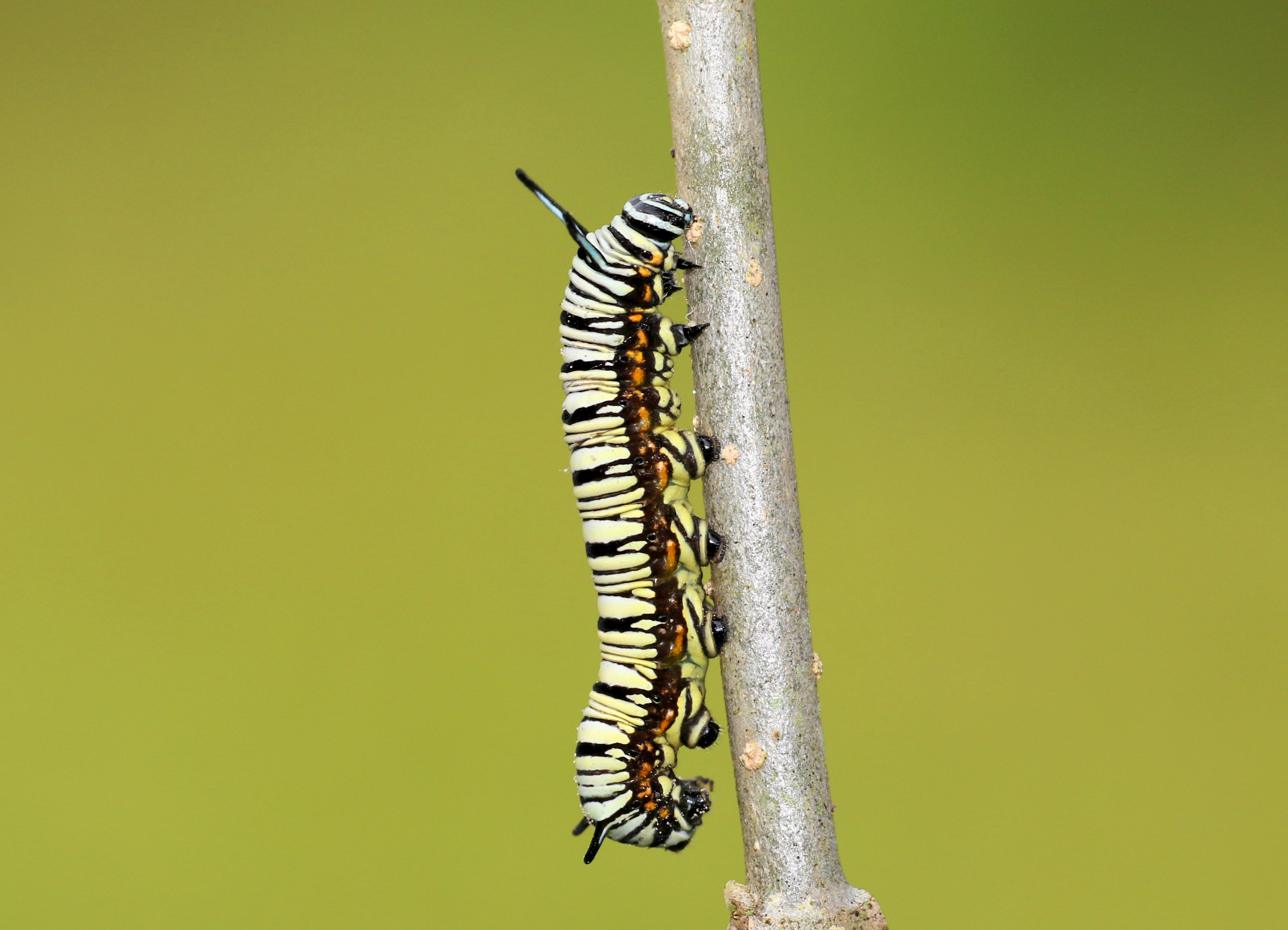
chenille
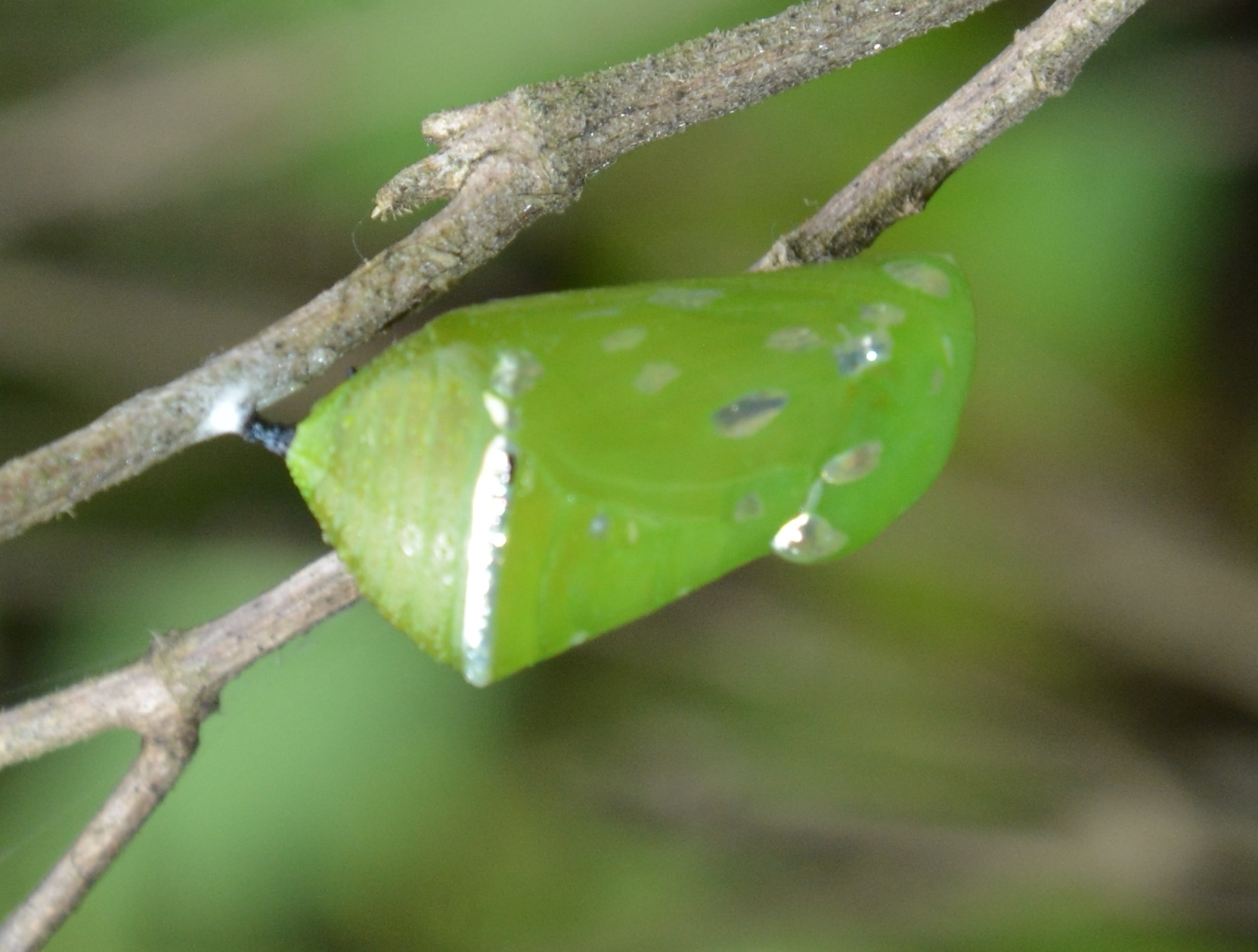
chrysalide

La chrysalide est verte.

### Espèces ressemblantes
Tirumala septentrionis Dark Blue Tiger, Ideopsis vulgaris Blue Glassy Tiger, Parantica aglea Glassy Tiger, et femelle de Pareronia valeria.

## Biologie

### Période de vol
Toute l'année en des lieux différents.

### Plantes hôtes
Ses plantes hôtes sont diverses, dont des espèces des genres Asclepias, Calotropis, Hoya, Marsdenia.

## Écologie et distribution

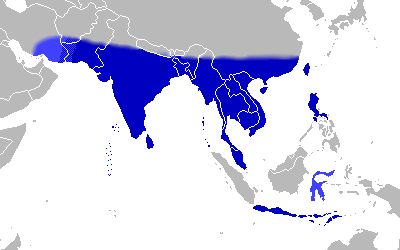
Distribution de Tirumala limniace

Tirumala limniace est présent dans tout le sud de l'Asie, Indochine, Inde, Ceylan, Java, Bali, Philippines, sud de la Chine et Taïwan.
C'est un des papillons les plus communs en Inde.
Lors de la mousson il migre en Inde orientale. Il migre le plus souvent en compagnie d'autres papillons.
Exceptionnellement en 1983 un vol est arrivé dans la péninsule arabique, et une fois, à la suite de vents violents, au Japon,.

### Biotope
Présent en plaine dans les régions boisées et en montagne mais absent des zones arides.

### Protection
Pas de statut de protection particulier.